# حوزه‌های انتخابیه مجلس شورای اسلامی در استان لرستان

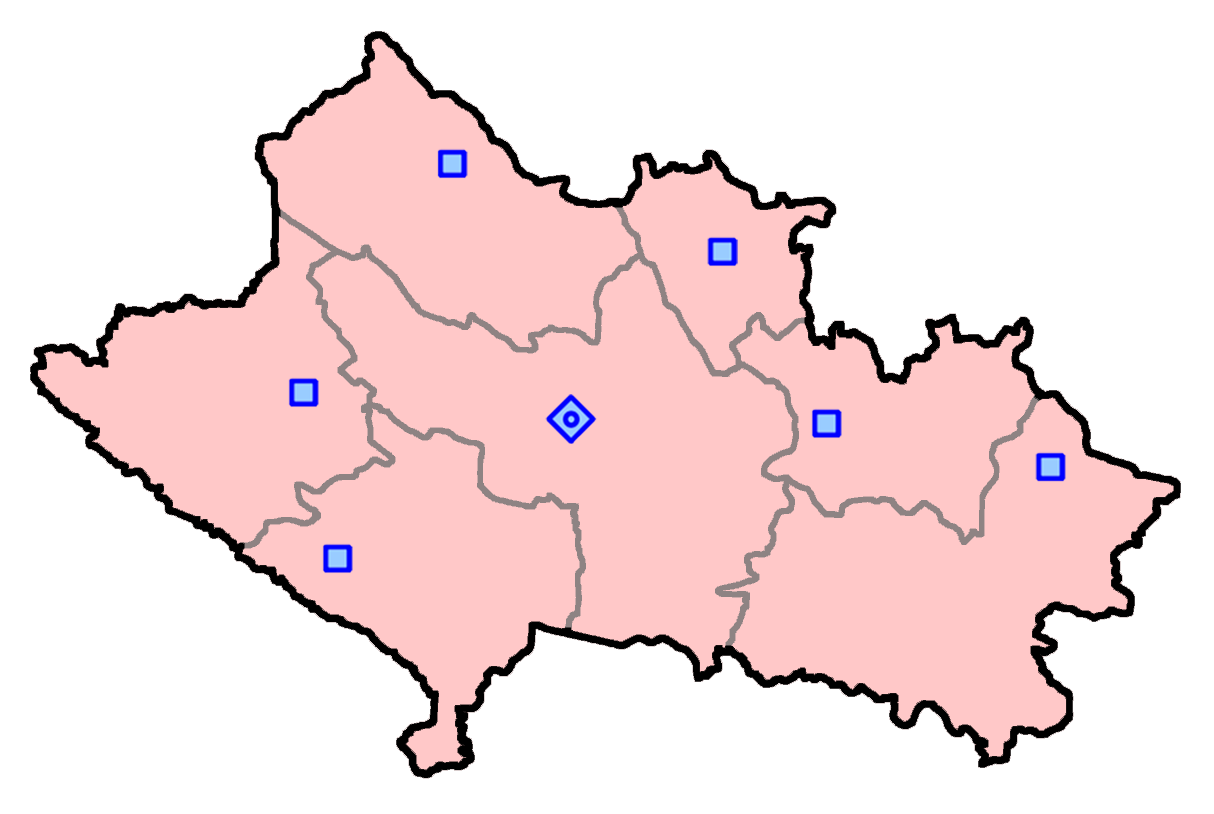
حوزه‌های انتخاباتی استان لرستان

استان لرستان، ۷ حوزه برای انتخابات مجلس دارد که در مجموع ۹ نماینده را دربر می‌گیرد؛ و عبارتند از:
| مرکز          | حوزه             | شهرستان‌ها | بخش‌ها                                                                              | کرسی | نقشه | جمعیت   |
| ------------- | ---------------- | --------- | ---------------------------------------------------------------------------------- | ---- | ---- | ------- |
| خرم‌آباد       | خرم‌آباد و دوره   | خرم‌آباد   | شهر خرم‌آباد، بخش مرکزی، بخش پاپی، بخش چغلوندی و بخش زاغه                           | ۲    |      | ۵۴۸۲۲۷  |
| خرم‌آباد       | خرم‌آباد و دوره   | دوره      | شهر سراب دوره، بخش مرکزی، بخش شاهیوند، بخش چگنی و بخش ویسیان                       | ۲    |      | ۵۴۸۲۲۷  |
| الیگودرز      | الیگودرز         | الیگودرز  | شهر الیگودرز، بخش مرکزی، بخش بربرود شرقی، بخش بربرود غربی، بخش ذلقی و بخش ززوماهرو | ۱    |      | ۱۳۷۵۳۴  |
| بروجرد        | بروجرد           | بروجرد    | شهر بروجرد، بخش مرکزی و بخش اشترینان                                               | ۲    |      | ۵۹۶۴۵۲  |
| پلدختر        | پلدختر           | پلدختر    | شهر پلدختر، بخش مرکزی و بخش معمولان                                                | ۱    |      | ۱۳۷۴۴   |
| نورآباد دلفان | دلفان و سلسله    | دلفان     | شهر نورآباد دلفان، بخش مرکزی و بخش کاکاوند                                         | ۱    |      | ۲۱۹۵۳۲  |
| نورآباد دلفان | دلفان و سلسله    | سلسله     | شهر الشتر، بخش مرکزی و بخش فیروز آباد                                              | ۱    |      | ۲۱۹۵۳۲  |
| دورود         | دورود و ازنا     | دورود     | شهر دورود، بخش مرکزی و بخش سیلاخور                                                 | ۱    |      | ۲۴۹۴۴۴  |
| دورود         | دورود و ازنا     | ازنا      | بخش مرکزی و بخش جاپلق                                                              | ۱    |      | ۲۴۹۴۴۴  |
| کوهدشت        | کوهدشت و رومشکان | کوهدشت    | شهر کوهدشت، بخش مرکزی، بخش طرهان، بخش کوهنانی و بخش درب گنبد                       | ۱    |      | ۲۵۰٫۰۰۶ |
| کوهدشت        | کوهدشت و رومشکان | رومشکان   | شهر چقابل(مرکز رومشکان)، دوراه، بخش سوری، بخش مرکزی                                | ۱    |      | ۲۵۰٫۰۰۶ |